# Partit Popular Liberal (Noruega, 1992)
El Partit Popular Liberal (Bokmål: Det Liberale Folkeparti, DLF) és un partit polític de Noruega fundat el 1992 per membres de l'antic Partit Popular Liberal i per alguns exmembres del Partit del Progrés que consideraven que el seu antic partit no era prou liberal. El DLF de llavors ençà ha esdevingut cada cop més liberalista en la majoria d'afers, i un promotor del liberalisme econòmic liberalism i del capitalisme salvatge, de tal manera que l'estat només s'hauria d'encarregar de protegir els drets d'individus a través de la policia, els tribunals i el servei militar.
El DLF no ha obtingut mai representació parlamentària. A les eleccions legislatives noruegues de 2005 va presentar llistes en només dos dels 19 comtats, i van aconseguir un total de 213 vots - 0,008% del vot nacional total. El seu millor resultat fou a Hordaland, on va obtenir 0,04% del vot.

## Objectius
- Abolir els impostos (mantenir només un mínim definitiu).
- Abolir totes les restriccions actuals pel que fa a comerç entre Noruega i les altres nacions. Tanmateix, no vol que Noruega s'uneixi a la UE, ja que veu la UE com a organització socialdemòcrata.
- Simplificar les lleis i la burocràcia final.
- Abolir les subvencions estatals a les empreses. Les Carreteres i les autopistes haurien de ser construïdes i mantingudes per un sistema de mercat lliure.
- Abolir les subvencions estatals a pagesos i aturats.
- Abolir restriccions en immigració.
- Abolir el servei militar obligatori.
- Completa separació d'església i estat.
- Legalitzar les drogues.

## Líders del partit
- 1992-95 Tor Ingar Østerud
- 1995-97 Runar Henriksen
- 1997-01 Trond Johansen
- 2001-03 Arne Lidwin
- 2003- Vegard Martinsen